# Абдурахман Танбури Самарканди
Абдурахма́н Танбури́ Самарканди́ — букв. Абдурахман Танбурец Самаркандский (тадж. Абдурраҳмони Танбӯрии Самарқандӣ) — выступавший под данным псевдонимом известный певец шашмакома, певший на таджикском языке. 

## Биография
Родился в 1850 году в Самарканде, умер вероятно там же, в 1898 или 1900 году.
В трактате «Рисолаи Шашмаком» 1896 года, есть информация о Абдурахмане Танбури Самарканди. Там он указывается как известный и хороший певец, умеющий играть на музыкальных инструментах, и окончивший музыкальное образование в Бухаре. Его учителями являлись Ахмад Даниш и Кары Карамат Дилкаш Танбури. Пел в основным песни в жанре шашмаком, сочинял музыку для своих песен, пел различные газели известных поэтов, часть своих песен написал по своим газелям.